# الأمر التنفيذي 14208
الأمر التنفيذي 14208 (Executive Order 14208)، بعنوان " إنهاء الشراء والاستخدام القسري للقش الورقي "، هو أمر تنفيذي وقعه الرئيس الأمريكي دونالد ترامب في محاولة منه لإنهاء استخدام القش الورقي وإعادة استخدام القش البلاستيكي.

## خلفية
وفق لمجلة Grist غير الربحية، بدأت الدعوة ضد المصاصات البلاستيكية التي تُستخدم مرة واحدة في الولايات المتحدة قرابة عام 2011. حيث نشرت وسائل الإعلام الوطنية تقارير عن بحث أجراه طفل من ولاية فيرمونت، باستخدام المعلومات التي قدمتها شركات تصنيع المصاصات البلاستيكية، والتي أظهرت أن الولايات المتحدة تتخلص من حوالي 500 مليون مصاصة بلاستيكية كل يوم. وأظهرت دراسات لاحقة أن القيمة الفعلية كانت أقل، إذ تراوحت بين 170 مليونًا و390 مليونًا. وقد تلقى الضغط ضد استخدام المصاصات البلاستيكية دفعة أخرى في عام 2015، عندما نشر أحد علماء الأحياء البحرية مقطع فيديو يظهر سلحفاة تم إزالة مصاصة بلاستيكية كانت عالقة في أنفها. في ذلك الوقت تقريبًا، بدأ تطبيق حظر القش البلاستيكي في ولايات قضائية مختلفة حول العالم، بما في ذلك تايوان وولاية كوينزلاند الأسترالية، مع استبدال القش المصنوع من مواد بديلة، مثل الورق والبلاستيك الحيوي غير البترولي، إلى حد كبير. في الولايات المتحدة، انخفضت حصة السوق من المصاصات البلاستيكية من ما يقرب من 100 في المائة إلى حوالي 75 في المائة بين عامي 2017 و2022. إن الضغط ضد المصاصات البلاستيكية هو جزء من جهد أكبر للحد من التلوث البلاستيكي، حيث أن حوالي 40 في المائة من إنتاج البلاستيك هو لمنتجات بلاستيكية للاستخدام مرة واحدة، مثل المصاصات.
بحلول عام 2025، بدأت العديد من الشركات مبادرات للتخلص التدريجي من المنتجات البلاستيكية التي تستخدم لمرة واحدة، وفرضت العديد من الولايات والمقاطعات والمدن حظراً على المصاصات البلاستيكية. عام 2024 قدم جو بايدن، أثناء فترة رئاسته، سياسة تسعى إلى التخلص التدريجي من شراء المنتجات البلاستيكية التي تستخدم لمرة واحدة من قبل الحكومة الفيدرالية للولايات المتحدة بحيث يبداء من عام 2027، مع عمليات التخلص التدريجي الإضافية بحلول ثلاثينيات القرن الحادي والعشرين. في ذلك الوقت، كانت الحكومة الفيدرالية هي المشتري الأكبر للقش البلاستيكي في البلاد، حيث كانت توفره للمكاتب الفيدرالية، والمتنزهات الوطنية، وغيرها من الممتلكات الفيدرالية.

## موقف ترامب من المصاصات الورقية
كان دونالد ترامب منتقد صريح للمصاصات الورقية، حيث قال عن خصومه خلال حملته لإعادة انتخابه الرئاسية عام 2020، "إنهم يريدون حظر المصاصات. هل جرب أحد تلك المصاصات الورقية؟ إنها لا تعمل بشكل جيد للغاية." كما هاجمها ووصفها بأنها " ليبرالية " وذكر أنها تتفكك أثناء الاستخدام. عام 2019 باع فريق حملته مصاصات بلاستيكية تحمل علامة ترامب التجارية بسعر 15 دولار ( equivalent to $18 في عام 2024 ) لكل عبوة مكونة من 10 قطع،  مما يؤدي إلى توليد ما يقرب من 500000 دولار ( 610,000 دولار في 2024 ) من المبيعات.
في 10 فبراير 2025، بعد عدة أسابيع من ولايته الثانية كرئيس، وقع ترامب على الأمر التنفيذي، الذي ألغى قرار بايدن بالتخلص التدريجي من البلاستيك الذي يُستخدم لمرة واحدة من قبل الحكومة الفيدرالية. وكجزء من الأمر، صرح ترامب بأنه سيضع حدًا لـ "الحملة غير العقلانية ضد المصاصات البلاستيكية"، وقال إن "سياسة الولايات المتحدة هي إنهاء استخدام المصاصات الورقية". وقد دعا الأمر الحكومة الفيدرالية على وجه التحديد إلى التوقف عن شراء المصاصات الورقية ودعا إلى إنشاء "استراتيجية وطنية لإنهاء استخدام المصاصات الورقية" في غضون 45 يومًا من صدور الأمر. أثناء التوقيع في المكتب البيضاوي، قال ترامب:
 
وفيما يتعلق بالتأثير البيئي للقش البلاستيكي، قال: "لا أعتقد أن البلاستيك سيؤثر على أسماك القرش بشكل كبير أثناء تناولها للطعام، حيث تشق طريقها عبر المحيط".

## الإستجابة
فيما يتعلق بالأمر، فقد تناولته مجلة فوربس في سياق إجراءات أخرى مناهضة للبيئة اتخذها ترامب في وقت مبكر من رئاسته الثانية، والتي تضمنت انسحاب الولايات المتحدة من اتفاقية باريس واقتراح فتح منطقة في محمية الحياة البرية الوطنية في القطب الشمالي لحفر النفط. وقد أثار الأمر أيضا إدانة من جانب العديد من الناشطين والمنظمات البيئية، مثل منظمة أوشيانا. وعلى النقيض من ذلك، تم النظر إلى الأمر بشكل إيجابي من قبل ممثلي صناعة البلاستيك. وقد افترضت مارغريت هارتمان، رئيسة تحرير موقع "إنتيليجنسر " التابع لمجلة نيويورك، مازحة أن الأمر قد ينبع من رهاب ترامب من أسماك القرش.

## روابط خارجية
- النص الكامل للأمر التنفيذي عبر موقع whitehouse.gov
- النص الكامل للأمر التنفيذي في السجل الفيدرالي